# Riina Jesmin
Riina Jesmin (n 28 martie 1958) este o traducătoare estonă. Ea a tradus în principal din limba engleză, dar și din limba română.
A absolvit în 1981 Institutul Pedagogic din Tallinn, specializându-se în biblioteconomie.

## Traduceri

### Limba engleză
- Edward Morgan Forster, "Maurice", Loomingu Raamatukogu 19–22, 1993
- Isak Dinesen, "Aafrika äärel", Loomingu Raamatukogu 37–39, 1993 (în Tallinn: Varrak, 1994)
- Lillian Hellman, "Pentimento: portreeraamat", Loomingu Raamatukogu 20–22, 1994
- Isak Dinesen, "Varjud rohul", Loomingu Raamatukogu 43, 1994
- Lisa St Aubin de Terán, "Koja valvurid", Loomingu Raamatukogu 15–17, 1995
- Henry James, "Asperni kirjad", Loomingu Raamatukogu 37–38, 1995
- Henry James, "Daisy Miller", Loomingu Raamatukogu 21, 1996
- George Du Maurier, "Trilby", Loomingu Raamatukogu 21–26, 1997
- Virginia Woolf, "Orlando", Loomingu Raamatukogu 31–34, 1997 (ediția a II-a, Tallinn: Tänapäev, 2007)
- Peter Ackroyd, "Hawksmoor", Tallinn: Varrak, 1998
- Virginia Woolf, "Proua Dalloway", Loomingu Raamatukogu 13–16, 1998
- Paul Sayer, "Jumala laps", Loomingu Raamatukogu 23–26, 1998
- Virginia Woolf, "Lained", Loomingu Raamatukogu 3–6, 1999 (ediția a II-a, Tallinn: Pegasus, 2008)
- Ronald Firbank, "Valmouth: romantiline romaan", Loomingu Raamatukogu 35–36, 1999
- Robertson Davies, "Mis on lihas ja luus", Tallinn: Varrak, 1999
- Graham Robb, "Victor Hugo", Tallinn: Varrak, 2000
- Willa Cather, "Minu Antonia", Loomingu Raamatukogu 21–24, 2000
- Damon Runyon, "Armulõõm tormakail Neljakümnendail", Loomingu Raamatukogu 15–17, 2001
- Joseph Conrad, "Salakuulaja: lihtne lugu", Loomingu Raamatukogu 21–24, 2001
- Sebastian Faulks, "Charlotte Gray", Tallinn: Varrak, 2001
- Patrick White, "Twyborni lugu", Tallinn: Varrak, 2001
- Helen Beaglehole, "Vastu pidada või alla vanduda", Tallinn: Avita, 2001
- Thomas More, "Utoopia", Loomingu Raamatukogu 11–12, 2002
- Henry James, "Eurooplased", Loomingu Raamatukogu 21–23, 2002
- Bonnie Burnard, "Hea maja", Tallinn: Suur Eesti Raamatuklubi, 2002
- Joseph Conrad, "Noorus. Pimeduse süda", Tallinn: Varrak, 2002
- Iris Murdoch, "Kell", Tallinn: Varrak, 2002
- Iris Murdoch, "Inglite aeg", Tallinn: Varrak, 2003
- Iris Murdoch, "Itaallanna", Tallinn: Varrak, 2003
- Nick Hornby, "Kuidas olla hea", Tallinn: Varrak, 2003
- Iris Murdoch, "Orjavits", Tallinn: Varrak, 2004
- Margaret Atwood, "Orüks ja Ruik", Tallinn: Varrak, 2004
- Iris Murdoch, "Taevane ja maine armastus", Tallinn: Varrak, 2004
- Joseph Conrad, "Salajane kaaslane. Varjujoon", Loomingu Raamatukogu 21–23, 2004
- Joyce Carol Oates, "Me olime Mulvaney'd", Tallinn: Varrak, 2005
- Diane Ackerman, "Meelte lugu", Tallinn: Varrak, 2005
- Peter Mayle, "Hea aasta", Tallinn: Varrak, 2006
- Vikas Swarup, "Miljardimäng", Tallinn: Varrak, 2006
- Erkki Tuomioja, "Õrnroosa: Hella Wuolijoe ja Salme Dutti elu revolutsiooni teenistuses", Tallinn: Varrak, 2006
- Marilynne Robinson, "Majapidamine", Tallinn: Varrak, 2007
- Gilbert Adair, "Roger Murgatroyd'i etteaste", Tallinn: Varrak, 2007
- Carson McCullers, "Süda on üksildane kütt", Tallinn: Varrak, 2007
- Catherine Scott-Clark și Adrian Levy, "Merevaigutuba", Tallinn: Tänapäev, 2007
- Edward Morgan Forster, "Vaatega tuba", Tallinn: Eesti Päevaleht, 2007
- John Le Carré, "Misjonilaul", Tallinn: Varrak, 2008
- Iris Murdoch, "Punane ja roheline", Tallinn: Varrak, 2008
- Iris Murdoch, "Maharaiutud pea", Tallinn: Varrak, 2009
- Edith Wharton, "Rõõmukoda", Tallinn: Varrak, 2009
- Roddy Doyle, "Paddy Clarke hahahaa", Tallinn: Tänapäev, 2009
- Nadine Gordimer, "July rahvas", Tallinn: Koolibri, 2010
- Simon Montefiore, "Sašenka", Tallinn: Varrak, 2010
- Bridget Asher, "Provence'i murtud südamega", Tallinn: Varrak, 2011
- Gregory David Roberts, "Shantaram. Esimene raamat", "Shantaram. Teine raamat", Tallinn: Varrak, 2011
- Jonathan Safran Foer, "Äärmiselt vali ja uskumatult lähedal", Tallinn: Varrak, 2013
- Paullina Simons, "Vaskratsanik. Esimene raamat, Leningrad" și "Vaskratsanik. Teine raamat, Kuldne uks", Tallinn: Varrak, 2014
- Paullina Simons, "Tatjana ja Aleksander. Esimene raamat, Teine Ameerika", Tallinn: Varrak, 2014
- Paullina Simons, "Tatjana ja Aleksander. Teine raamat, Püha Risti sild", Tallinn: Varrak, 2015

### Limba română
- Dumitru Radu Popescu, Iha, Loomingu Raamatukogu 7–8, 1987
- Gabriela Adameșteanu, Anna endale üks vaba päev, Loomingu Raamatukogu 20, 1988
- Ana Blandiana, Minevikuplaanid, Loomingu Raamatukogu 10, 1989
- Mircea Eliade, Mintuleasa tänavas... (Pe strada Mântuleasa...), Loomingu Raamatukogu 14–15, 1990
- Gabriela Adameșteanu, Kaotatud hommik, Tallinn: Eesti Raamat, 1991 (împreună cu Natalie Alver)
- Vasile Voiculescu, Maagiline armastus, Loomingu Raamatukogu 7–8, 1991
- Radu Tudoran, See ilus neiu, Tallinn: Eesti Raamat, 1992 (împreună cu Natalie Alver)
- Mircea Eliade, Maitreyi, Loomingu Raamatukogu 3–5, 1992
- Paul Goma, Kalidor: lapsepõlv Basarabias, Loomingu Raamatukogu 33–36, 1992
- Mircea Eliade, Jaaniöö, Tallinn: Kupar, 1995
- Mihai Eminescu, Cezara. Vaene Dionis, Loomingu Raamatukogu 7, 1996
- Mircea Eliade, Doktor Honigbergeri saladus (Secretul doctorului Honigberger), Loomingu Raamatukogu 38, 1996
- Mircea Eliade, Kogemata avastatud tõdedest: valik esseid, Loomingu Raamatukogu 32–33, 2002
- Norman Manea, Klounidest: diktaator ja kunstnik, Loomingu Raamatukogu 16–17, 2012